# Unión Deportiva Juvenil
La Unión Deportiva Juvenil (UDJ) es un equipo de fútbol profesional de Quinindé, Provincia de Esmeraldas, Ecuador y se desempeña en la Segunda Categoría de Ecuador.
El club fue fundado el 25 de julio de 1989. Jugó en la Serie B desde el año 2001 hasta el año 2003, cuando llegó luego de superar la etapa de ascenso y de la Segunda Categoría.
Está afiliado a la Asociación de Fútbol No Amateur de Esmeraldas.

## Palmarés

### Torneos nacionales
| Competición                      | Títulos | Subcampeonatos |
| -------------------------------- | ------- | -------------- |
| Segunda Categoría de Ecuador (1) | 2000.   |                |

### Torneos provinciales
| Competición                         | Títulos | Subcampeonatos |
| ----------------------------------- | ------- | -------------- |
| Segunda Categoría de Esmeraldas (1) | 2000.   |                |

- Datos: Q6156978